# Championnat du Japon de football de deuxième division 2013
Navigation
J2 League 2012 J2 League 2014
Le Championnat du Japon de football de deuxième division 2013 est la 15e édition de la J.League 2. Le championnat a débuté le 3 mars 2013 et s'est achevé le 24 novembre 2013.
Les deux meilleurs du championnat et le vainqueurs des play-offs sont promus en J.League 2014.

## Les clubs participants
Les équipes classées de la 3e à la 21e place de la J2 League 2012, les 16e, 17e et 18e de J.League 2012 et le champion de JFL 2012 participent à la compétition.
| Club                      | Dernière montée | Ville      | Classement 2012 | Entraîneur          | Depuis | Stade                         | Capacité | Nombre de saisons |
| ------------------------- | --------------- | ---------- | --------------- | ------------------- | ------ | ----------------------------- | -------- | ----------------- |
| Vissel Kobe               | 2013            | Kobe       | 16e             | Ryo Adachi          | 2012   | Stade du parc Misaki          | 30 132   | 2                 |
| Gamba Osaka               | 2013            | Suita      | 17e             | Kenta Hasegawa      | 2013   | Stade de football de Suita    | 40 000   | 1                 |
| Consadole Sapporo         | 2013            | Sapporo    | 18e             | Keiichi Zaizen      | 2013   | Sapporo Dome                  | 41 484   | 10                |
| Kyoto Sanga FC            | 2011            | Kyoto      | 3e              | Takeshi Oki         | 2011   | Nishikyogoku Athletic Stadium | 20 588   | 7                 |
| Yokohama FC               | 2008            | Yokohama   | 4e              | Motohiro Yamaguchi  | 2012   | Nippatsu Mitsuzawa Stadium    | 15 046   | 11                |
| JEF United Ichihara Chiba | 2010            | Ichihara   | 5e              | Jun Suzuki          | 2013   | Fukuda Denshi Arena           | 19 781   | 4                 |
| Tokyo Verdy               | 2009            | Tokyo      | 7e              | Yasutoshi Miura     | 2013   | Stade Ajinomoto               | 50 000   | 6                 |
| Fagiano Okayama           | 2009            | Okayama    | 8e              | Masanaga Kageyama   | 2010   | City Light Stadium            | 20 000   | 4                 |
| Giravanz Kitakyushu       | 2010            | Kitakyūshū | 9e              | Koichi Hashiratani  | 2013   | Honjo Athletic Stadium        | 10 000   | 4                 |
| Montedio Yamagata         | 2012            | Yamagata   | 10e             | Ryosuke Okuno       | 2012   | Stade du parc Yamagata        | 20 315   | 12                |
| Tochigi SC                | 2009            | Utsunomiya | 11e             | Ikuo Matsumoto      | 2013   | Tochigi Green Stadium         | 18 025   | 4                 |
| Matsumoto Yamaga FC       | 2012            | Matsumoto  | 12e             | Yasuharu Sorimachi  | 2012   | Matsumoto Stadium             | 20 000   | 2                 |
| Mito HollyHock            | 2000            | Mito       | 13e             | Tetsuji Hashiratani | 2011   | Stade Mito                    | 12 000   | 13                |
| Roasso Kumamoto           | 2008            | Kumamoto   | 14e             | Tomoyoshi Ikeya     | 2013   | Umakana-Yokana Stadium        | 32 000   | 5                 |
| Tokushima Vortis          | 2005            | Tokushima  | 15e             | Shinji Kobayashi    | 2012   | Stade Pocarisweat             | 17 924   | 8                 |
| Ehime FC                  | 2006            | Matsuyama  | 16e             | Kiyotaka Ishimaru   | 2013   | Ningineer Stadium             | 20 000   | 7                 |
| Thespakusatsu Gunma       | 2005            | Kusatsu    | 17e             | Tadahiro Akiba      | 2013   | Stade Shoda Shoyu Gunma       | 15 253   | 8                 |
| Avispa Fukuoka            | 2012            | Fukuoka    | 18e             | Marijan Pušnik      | 2013   | Level5 Stadium                | 22 563   | 9                 |
| Kataller Toyama           | 2009            | Toyama     | 19e             | Takayoshi Amma      | 2010   | Toyama Stadium                | 25 251   | 4                 |
| Gainare Tottori           | 2011            | Yonago     | 20e             | Koji Maeda          | 2013   | Tottori Bank Bird Stadium     | 16 033   | 3                 |
| FC Gifu                   | 2008            | Gifu       | 21e             | Keiju Karashima     | 2013   | Gifu Nagaragawa Stadium       | 26 109   | 5                 |
| V-Varen Nagasaki          | 2013            | Nagasaki   | 1er             | Takuya Takagi       | 2013   | Nagasaki Athletic Stadium     | 20 246   | 1                 |

- Relégué de la J1 League 2012
- Promu de la Japan Football League 2012

### Localisation des clubs
| \| Clubs du Grand Tokyo · Mito HollyHock (Ibaraki) · Yokohama FC (Kanagawa) · Tokyo Verdy (Tokyo) · JEF United Ichihara Chiba (Chiba) Grand Tokyo Avispa Ehime FC Vissel Kyoto Sanga FC Montedio Yamagata Tochigi SC Tokushima Vortis Thespakusatsu Giravanz Roasso Kumamoto FC Gifu Kataller Toyama Fagiano Okayama Gainare Tottori Matsumoto Yamaga FC Gamba Osaka Consadole Sapporo Nagasaki \| Localisation des clubs engagés dans le championnat. |
| Clubs du Grand Tokyo · Mito HollyHock (Ibaraki) · Yokohama FC (Kanagawa) · Tokyo Verdy (Tokyo) · JEF United Ichihara Chiba (Chiba) Grand Tokyo Avispa Ehime FC Vissel Kyoto Sanga FC Montedio Yamagata Tochigi SC Tokushima Vortis Thespakusatsu Giravanz Roasso Kumamoto FC Gifu Kataller Toyama Fagiano Okayama Gainare Tottori Matsumoto Yamaga FC Gamba Osaka Consadole Sapporo Nagasaki                                                           |

| Clubs du Grand Tokyo · Mito HollyHock (Ibaraki) · Yokohama FC (Kanagawa) · Tokyo Verdy (Tokyo) · JEF United Ichihara Chiba (Chiba) Grand Tokyo Avispa Ehime FC Vissel Kyoto Sanga FC Montedio Yamagata Tochigi SC Tokushima Vortis Thespakusatsu Giravanz Roasso Kumamoto FC Gifu Kataller Toyama Fagiano Okayama Gainare Tottori Matsumoto Yamaga FC Gamba Osaka Consadole Sapporo Nagasaki |

## Compétition

### Classement
Source : CLASSEMENT J.LEAGUE DIVISION 2 2013 sur transfermarkt.fr
| Rang | Équipe                    | Pts | J  | G  | N  | P  | Bp | Bc | Diff |
| ---- | ------------------------- | --- | -- | -- | -- | -- | -- | -- | ---- |
| 1    | Gamba Osaka R             | 87  | 42 | 25 | 12 | 5  | 99 | 46 | +53  |
| 2    | Vissel Kobe R             | 83  | 42 | 25 | 8  | 9  | 78 | 41 | +37  |
| 3    | Kyoto Sanga FC            | 70  | 42 | 20 | 10 | 12 | 68 | 46 | +22  |
| 4    | Tokushima Vortis          | 67  | 42 | 20 | 7  | 15 | 56 | 51 | +5   |
| 5    | JEF United Ichihara Chiba | 66  | 42 | 18 | 12 | 12 | 68 | 49 | +19  |
| 6    | V-Varen Nagasaki P        | 66  | 42 | 19 | 9  | 14 | 48 | 40 | +8   |
| 7    | Matsumoto Yamaga FC       | 66  | 42 | 19 | 9  | 14 | 54 | 54 | 0    |
| 8    | Consadole Sapporo R       | 64  | 42 | 20 | 4  | 18 | 60 | 49 | +11  |
| 9    | Tochigi SC                | 63  | 42 | 17 | 12 | 13 | 61 | 55 | +6   |
| 10   | Montedio Yamagata         | 59  | 42 | 16 | 11 | 15 | 74 | 61 | +13  |
| 11   | Yokohama FC               | 58  | 42 | 15 | 13 | 14 | 49 | 46 | +3   |
| 12   | Fagiano Okayama           | 56  | 42 | 13 | 17 | 12 | 52 | 48 | +4   |
| 13   | Tokyo Verdy               | 56  | 42 | 14 | 14 | 14 | 52 | 58 | -6   |
| 14   | Avispa Fukuoka            | 56  | 42 | 15 | 11 | 16 | 47 | 54 | -7   |
| 15   | Mito HollyHock            | 55  | 42 | 14 | 13 | 15 | 50 | 58 | -8   |
| 16   | Giravanz Kitakyushu       | 49  | 42 | 13 | 10 | 19 | 50 | 60 | -10  |
| 17   | Ehime FC                  | 47  | 42 | 12 | 11 | 19 | 43 | 52 | -9   |
| 18   | Kataller Toyama           | 44  | 42 | 11 | 11 | 20 | 45 | 59 | -14  |
| 19   | Roasso Kumamoto           | 43  | 42 | 10 | 13 | 19 | 40 | 70 | -30  |
| 20   | Thespakusatsu Gunma       | 40  | 42 | 9  | 13 | 20 | 43 | 61 | -18  |
| 21   | FC Gifu                   | 37  | 42 | 9  | 10 | 23 | 37 | 80 | -43  |
| 22   | Gainare Tottori           | 31  | 42 | 5  | 16 | 21 | 38 | 74 | -36  |

|  | Promu en J1 League 2014                                               |
|  | Barrages de promotion en J1 League                                    |
|  | Barrages de relégation en J3 League                                   |
|  | P : Promu de Japan Football League 2012 R : Relégué de J1 League 2012 |

## Barrage promotion
Les demi-finales opposent le 3e contre le 6e et le 4e contre le 5e. Les deux vainqueurs s'affrontent dans une finale pour une place en J.League 2014.

### Demi-finale
| 1er décembre 2013 | Kyoto Sanga FC              | 0 - 0   | V-Varen Nagasaki        | Takebishi Stadium Kyoto, Kyoto              |                                             |
| 6h00              |                             | (0 - 0) |                         | Spectateurs : 12 387 Arbitrage : Ryuji Sato | Spectateurs : 12 387 Arbitrage : Ryuji Sato |
| 6h00              | Fukumura 32e · Yokotani 68e | Rapport | 88e Fujii · 90+2e Iwama | Spectateurs : 12 387 Arbitrage : Ryuji Sato | Spectateurs : 12 387 Arbitrage : Ryuji Sato |

| 1er décembre 2013 | Tokushima Vortis                          | 1 - 1   | JEF United Ichihara Chiba          | Pocarisweat Stadium, Naruto            |                                        |
| 6h00              | Douglas 37e (pen.)                        | (1 - 1) | 40e Yamaguchi                      | Spectateurs : 9 301 Arbitrage : Naruto | Spectateurs : 9 301 Arbitrage : Naruto |
| 6h00              | Fujiwara 16e · Osaki 56e · Takasaki 90+4e | Rapport | 10e Yamaguchi · 36e Kim · 59e Sato | Spectateurs : 9 301 Arbitrage : Naruto | Spectateurs : 9 301 Arbitrage : Naruto |

### Finale
| 8 décembre 2013 | Kyoto Sanga FC | 0 - 2   | Tokushima Vortis           | Stade olympique national, Tokyo                     |                                                     |
| 7h30            |                | (0 - 2) | 39e Chiyotanda · 43e Tsuda | Spectateurs : 23 266 Arbitrage : Nobutsugu Murakami | Spectateurs : 23 266 Arbitrage : Nobutsugu Murakami |
| 7h30            |                | Rapport | 53e Osaki · 78e Alex       | Spectateurs : 23 266 Arbitrage : Nobutsugu Murakami | Spectateurs : 23 266 Arbitrage : Nobutsugu Murakami |

## Barrage relégation
Un barrage aller-retour entre le dernier du championnat contre le 2e de la JFL 2013, le vainqueur se maintient ou monter en J2 League 2014
| 1er décembre 2013 | Kamatamare Sanuki | 1 - 1 | Gainare Tottori | Pikara Stadium, Marugame |
| 5h00              |                   |       |                 |                          |
|                   | Rapport           |       |                 |                          |

| 8 décembre 2013 | Gainare Tottori | 0 - 1 | Kamatamare Sanuki | Axis Bird Stadium, Tottori |
| 5h00            |                 |       |                   |                            |
|                 | Rapport         |       |                   |                            |

## Statistiques

### Meilleurs buteurs
|                    | Buteur             | Club                      | Buts | MJ |
| ------------------ | ------------------ | ------------------------- | ---- | -- |
| Médaille d'or      | Kempes             | JEF United Ichihara Chiba | 22   | 38 |
| Médaille d'argent  | Takashi Usami      | Gamba Osaka               | 19   | 18 |
| Médaille de bronze | Yoshihiro Uchimura | Consadole Sapporo         | 17   | 32 |
| 4                  | Cristiano          | Tochigi SC                | 16   | 40 |
| 5                  | Popó               | Vissel Kobe               | 16   | 40 |
| 6                  | Keijiro Ogawa      | Vissel Kobe               | 16   | 39 |
| 7                  | Sabia              | Tochigi SC                | 16   | 33 |
| 8                  | Tomohiro Tsuda     | Tokushima Vortis          | 14   | 40 |
| 9                  | Ryuichi Hirashige  | Thespakusatsu Gunma       | 13   | 41 |
| 10                 | Leandro            | Gamba Osaka               | 13   | 19 |